# Коронавирус человека OC43
Коронавирус человека OC43 (англ. Human coronavirus OC43) — вирус из семейства коронавирусов, представитель вида Betacoronavirus 1, заразный для людей и крупного рогатого скота. Оболочечный (+) одноцепочечный РНК-вирус, который проникает в клетку, связываясь с рецептором N-ацетил-9-O-ацетилнейраминовой кислоты. Имеет, как и другие коронавирусы из подрода Embecovirus, короткий белок-шип, так называемую гемагглютинин-эстеразу (HE).
OC43 — один из семи известных коронавирусов, заражающих людей, ответственный за примерно 10-15 % случаев ОРВИ. Исследователи предполагают, что все четыре коронавируса, вызывающие простуду, перешли к заражению человека в течение последних нескольких веков и при этом, вероятно, вызвали пандемии в момент перехода.

## Вирусология
Идентифицированы четыре генотипа HCoV-OC43 (от A до D) с генотипом D, скорее всего возникшим в результате генетической рекомбинации. Полное секвенирование генома двух штаммов генотипов C и D и бутскан-анализ показывают признаки рекомбинации между генотипами B и C при образовании генотипа D. Из 29 идентифицированных штаммов ни один не принадлежит к более древнему генотипу A. Метод молекулярных часов с использованием шипа и нуклеокапсида относит ближайшего общего предка всех генотипов к 1950-м годам, генотип B к 1990-м годам и генотип C к концу 1990-х — началу 2000-х годов. Рекомбинантные штаммы генотипа D были обнаружены уже в 2004 году.
Сравнение HCoV-OC43 с ближайшим к нему штаммом вида Betacoronavirus 1, Bovine coronavirus, показало, что у них был ближайший общий предок в конце XIX века, при этом несколько методов датируют разделение примерно 1890 годом, что заставило исследователей предположить, что попадание первого штамма в человеческое население вызвало пандемию гриппа 1889—1890 годов. HCoV-OC43, вероятно, зародился у грызунов.

## Патогенез
Наряду с HCoV-229E, видом из рода Alphacoronavirus, HCoV-OC43 входит в число известных вирусов, вызывающих простуду. Оба вируса могут вызывать тяжелые инфекции нижних дыхательных путей, включая пневмонию у младенцев, пожилых людей и лиц с ослабленным иммунитетом, например, тех, кто проходит химиотерапию, и людей с ВИЧ/СПИДом.

## Эпидемиология
Коронавирусы распространены по всему миру, вызывая до 20-30 % случаев простуды (вирус, чаще всего вызывающий простуду — это риновирус, обнаруживаемый в 30-50 % случаев). Инфекции имеют сезонный характер, причем большинство случаев приходится на зимние месяцы.
Обыденность вируса в течение длительного времени не привлекала к нему внимания исследователей: подобно 229Е, он был «вирусом-сиротой», не имевшим в отличие от SARS и MERS даже «затейливого» названия. Однако, предположения о его связи с пандемией «русского гриппа» 1889—1890 годов — основанное на вышеописанном исследовании генома и сходству симптомов поражения нервной системы — возможно, свидетельствует о существенном и сравнительно быстром ослаблении патогенности коронавируса. Если Ковид-19 пойдёт по той же траектории, со временем он превратится в ещё один вирус простуды.